# إيزوكسازول
إيزوكسازول هو مركب عضوي حلقي غير متجانس وغير مشبع له الصيغة الكيميائية C3H3NO، وينتمي إلى مجموعة الآزولات. 
يتألف المركب بنيوياً من حلقة خماسية حاوية على ذرتين غير متجانستين متجاورتين، ذرة نتروجين وذرة أكسجين؛ بالإضافة إلى وجود رابطتين مضاعفتين؛ ويطلق على مشتقاته اسم إيزوكسازولات. يوجد هناك متصاوغ للمركب، وهو أكسازول.

## الوفرة الطبيعية
توجد مشتقات إيزوكسازول في بعض المنتجات الطبيعية، مثل حمض إيبوتينيك Ibotenic acid، وهو سم عصبي، ويوجد في بعض الفطور مثل أمانيت الطائر.

## الاستخدامات
يعد إيزوكسازول وحدة بنائية في بعض العقاقير والأدوية مثل فالديكوكسيب وديكلوكساسيلين وفلوكلوكزاسيلين.

## اقرأ أيضاً
- أكسازول
- إيميدازول
- بيرازول
- ثيازول
- أكسازولين
- بنزإيزوكسازول